# Кнессет 5-го созыва
Кнессет 5-го созыва (ивр. הכנסת החמישית‎) — парламент Государства Израиль, действовавший в период с 4 сентября 1961 года по 22 ноября 1965 года. Кнессет 5-го созыва функционировал 4 года и 2 месяца.

## Результаты выборов
Выборы состоялись 5 августа 1961 года.
Количество избирателей: 1 274 280
Общее количество учтённых голосов: 1 006 964
Процентный барьер: 1 %
Количество голосов за парламентское место: 8332
| Фракция                                 | Количество учтённых голосов | Голоса избирателей в процентном соотношении | Количество мандатов |
| --------------------------------------- | --------------------------- | ------------------------------------------- | ------------------- |
| «Партия рабочих в Эрец-Исраэль (МАПАЙ)» | 349 330                     | 34,7                                        | 42                  |
| «Движение Херут»                        | 138 599                     | 13,8                                        | 17                  |
| «Партия израильских либералов»          | 137 255                     | 13,6                                        | 17                  |
| «Религиозно - национальная партия»      | 98 786                      | 9,8                                         | 12                  |
| «Объединенная партия рабочих»           | 75 654                      | 7,5                                         | 9                   |
| «Ахдут ха-Авода — Поалей Цион»          | 66 170                      | 6,6                                         | 8                   |
| «Коммунистическая партия Израиля»       | 42 111                      | 4,2                                         | 5                   |
| «Агудат Исраэль»                        | 37 178                      | 3,7                                         | 4                   |
| «Поалей Агудат Исраэль»                 | 18 428                      | 1,9                                         | 2                   |
| «Шиту́ф ве-Ахва́»¹                        | 19 342                      | 1,9                                         | 2                   |
| «Прогресс и Развитие»¹                  | 12511                       | 1,5                                         | 2                   |

¹ Партии национальных меньшинств близких по идеологии к МАПАЙ.

## Состав фракций
Численный состав фракций не соответствует количеству мандатов полученных на выборах, так как некоторые депутаты не находились в текущем кнессете полный срок, из-за ротации, смены должностей, переходов, объединений и пр.
| Фракция                                 | Количество мандатов | Количество парламентских мест под конец сессии |
| --------------------------------------- | ------------------- | ---------------------------------------------- |
| «Партия рабочих в Эрец-Исраэль (Мапай)» | 42                  | 34                                             |
| «Движение Херут»¹                       | 17                  | 0                                              |
| «Партия израильских либералов»²         | 17                  | 0                                              |
| «Религиозно - национальная партия»      | 12                  | 12                                             |
| «Объединенная партия рабочих»           | 9                   | 9                                              |
| «Ахдут ха-Авода — Поалей Цион»          | 8                   | 8                                              |
| «Коммунистическая партия Израиля»³      | 5                   | 3                                              |
| «Агудат Исраэль»                        | 4                   | 4                                              |
| «Поалей Агудат Исраэль»                 | 2                   | 2                                              |
| «Шиту́ф ве-Ахва́»                         | 2                   | 2                                              |
| «Прогресс и Развитие»                   | 2                   | 2                                              |
| «Блок Херут Либералы»                   | 0                   | 27                                             |
| «Израильский список рабочих»            | 0                   | 8                                              |
| «Независимые либералы»                  | 0                   | 7                                              |
| «Новый коммунистический список»         | 0                   | 2                                              |

¹Слились с 10 депутатами из Либеральной партии.

²10 депутатов присоединились к «Блоку Херут Либералы» (ГАХАЛ) и 7 создали фракцию «Независимых либералов».

³Два депутата вышли из фракции и создали «Новый коммунистический список» (РАКАХ).

### Агудат Исраэль
1. Шломо-Яков Гросс
2. Ицхак Меир Левин
3. Шломо Лоринц
4. Менахем Поруш

### Движение Херут
1. Биньямин Авниэль (Блок Херут Либералы)
2. Арье Альтман (Блок Херут Либералы)
3. Биньямин Ардити (Блок Херут Либералы)
4. Йоханан Бадер (Блок Херут Либералы)
5. Менахем Бегин (Блок Херут Либералы)
6. Арье Бен-Элиэзер (Блок Херут Либералы)
7. Авраам Дрори
8. Хаим Коэн-Мегури (Блок Херут Либералы)
9. Йосеф Кремерман (Блок Херут Либералы)
10. Хаим Ландау (Блок Херут Либералы)
11. Нахум Левин (Блок Херут Либералы)
12. Элиягу Меридор (Блок Херут Либералы)
13. Яков Меридор
14. Эстер Разиэль-Наор (Блок Херут Либералы)
15. Авраам Таяр (Блок Херут Либералы)
16. Шабтай Шихман (Блок Херут Либералы)
17. Элиэзер Шустак (Блок Херут Либералы)
18. Йосеф Шуфман (Блок Херут Либералы)

### Ахдут ха-Авода — Поалей Цион
1. Рут Актин
2. Игаль Алон
3. Моше Арам
4. Исраэль Бар-Иуда
5. Ицхак Бен-Аарон
6. Мордехай Биби
7. Исраэль Галили
8. Халиль-Салим Джарджора
9. Моше Кармель
10. Нахум Нир

### Израильская коммунистическая партия
1. Эстер Виленска
2. Меир Вильнер
3. Шмуэль Микунис
4. Моше Снэ
5. Тауфик Туби (Новый коммунистический список)
6. Эмиль Хабиби (Новый коммунистический список)

### Объединённая партия рабочих
1. Исраэль Барзилай
2. Мордехай Бентов
3. Йосеф Кушнер
4. Яаков Рифтин
5. Ханан Рубин
6. Эмма Тальми
7. Яаков Хазан
8. Юсуф Хамис
9. Виктор Шемтов
10. Меир Яари

### Партия израильских либералов
1. Шнеур Залман Абрамов (Блок Херут Либералы)
2. Перец Беренштейн (Блок Херут Либералы)
3. Ицхак Голан (Независимые либералы)
4. Аарон Гольдштейн (Блок Херут Либералы)
5. Ицхак-Ганс Клингхофер (Блок Херут Либералы)
6. Моше Коль (Независимые либералы)
7. Бено Коэн (Независимые либералы)
8. Идов Коэн
9. Рахель Коэн-Каган (Независимые либералы)
10. Шломо Перельштейн (Блок Херут Либералы)
11. Элимелех-Шимон Рималт (Блок Херут Либералы)
12. Пинхас Розен (Независимые либералы)
13. Йосеф Сапир (Блок Херут Либералы)
14. Йосеф Серлин (Блок Херут Либералы)
15. Барух Узиэль (Блок Херут Либералы)
16. Изхар Харари (Независимые либералы)
17. Цви Цимерман (Блок Херут Либералы)
18. Йегуда Шаари (Независимые либералы)

### Партия рабочих в Эрец-Исраэль
1. Давид Ха-Коэн
2. Йосеф Аарон Альмоги (Израильский список рабочих)
3. Ари Анкорьён
4. Залман Аран
5. Меир Аргов
6. Ами Асаф
7. Моше Барам
8. Дов Бар-Рав-Хай
9. Аарон Бекер
10. Давид Бен-Гурион (Израильский список рабочих)
11. Гидон Бен-Исраэль (Израильский список рабочих)
12. Герцель Бергер
13. Авраам Герцфельд
14. Акива Говрин
15. Исраэль Гури
16. Амос Дагани (Израильский список рабочих)
17. Моше Даян (Израильский список рабочих)
18. Исраэль Ешиягу-Шараби
19. Мордехай Зар
20. Беба Идельсон
21. Гиора Йосефталь
22. Исраэль Каргман
23. Йона Кесе (Косой) (Независимый член Кнессета Йона Касса)
24. Ицхак Корен
25. Менахем Коэн
26. Ханна Ламдан (Лернер) (Израильский список рабочих)
27. Кадиш Луз
28. Голда Меир (Меерсон)
29. Мордехай Намир
30. Двора Нецер
31. Барух Озния
32. Шимон Перес (Израильский список рабочих)
33. Давид Петель
34. Пинхас Сапир
35. Моше Сардинес
36. Изхар Смиланский (Израильский список рабочих)
37. Женя Тверски
38. Йосеф Фишер
39. Ашер Хасин
40. Рахель Цабари
41. Хаим Йосеф Цадок
42. Моше Шарет
43. Бехор-Шалом Шитрит
44. Шмуэль Шореш
45. Абба Эвен
46. Йосеф Эфрати
47. Леви Эшколь
48. Аарон Ядлин

### Поалей Агудат Исраэль
1. Кальман Кахана
2. Яков Кац

### Прогресс и Развитие
1. Ахмад А-Дахар
2. Элиас Нахле

### Религиозно-национальная партия
1. Исраэль-Шломо Бен-Меир
2. Йосеф Бург
3. Зерах Варгафтиг
4. Аарон-Яаков Гринберг
5. Фрижа Зуарец
6. Моше Кельмер
7. Мордехай Нурок
8. Ицхак Рафаэль
9. Това Сангадрай
10. Моше Унна
11. Яаков Михаэль Хазани
12. Шалом-Авраам Шаки
13. Хаим-Моше Шапиро
14. Беньямин Шахор

### Шитуф ве-Ахва
1. Джабер Муади
2. Диаб Убейд

## История
Первое заседание прошло: 9 сентября 1961 года

Председатель Кнессета: Кадиш Луз

Заместители председателя Кнессета: Беба Идельсон, Арье Бен-Элиэзер, Исраэль Барзилай, Аарон-Яков Гринберг, Исраэль Ешиягу-Шараби, Това Сангадрай, Нахум Нир, Йосеф Серлин, Ханан Рубин.

Секретарь: Моше Розетти.
В течение периода действия кнессета 5-го созыва были сформированы три правительства — 10-е, 11-е и 12-е. 10-е было последним правительством, возглавляемым Давидом Бен-Гурионом, а во главе двух других стоял Леви Эшколь. Почувствовав потерю доверия товарищей по партии в связи с делом Лавона, Бен-Гурион ушел в отставку «по личным причинам». Первое правительство Леви Эшколя было распущено им по тем же причинам. Второе правительство функционировало до конца действия кнессета 5-го созыва.
Новая экономическая политике министра финансов Пинхаса Сапира, включающая в себя урегулирование рынка при помощи стабилизации цен и объединения валютного курса подвергалась суровой критике членов оппозиции.
В связи с возрастающим общественным интересом к вопросу о религиозной дискриминации обсуждалось насаждение религии в массах, особенно после агрессивных демонстраций ультраортодоксов. Демонстранты протестовали против несоблюдения законов Субботы и возвращения Моссадом Йоселе Шумахера.
Выдворение по требованию США д-ра Роберта Соблена, подозреваемого в шпионаже в пользу СССР, и Меира Лански, американского гангстера еврейского происхождения выявили недостатки Закона о возвращении. Эта тема многократно обсуждалась в кнессете.
Было решено прах Зеэва Жаботинского перезахоронить в Иерусалиме на горе Герцля в 1964 году — как это требовал сам Жаботинский в своём завещании от 1935 года. Это решение ознаменовало новый подход правящей партии к движению Херут.
Рядом фракций, как левой, так и правой политической ориентации, делались попытки отменить режим военного положения, введённый правительством Израиля по соображениям внутренней безопасности в местах компактного проживания арабского населения. Но кнессет проголосовал за отмену этого режима только для друзов.
Завершение суда над Адольфом Эйхманом и приведение смертного приговора ему в исполнение, дело о немецких ученых в Египте, разоблачение израильского разведчика Вольфганга Лотца в Каире, начало дипломатических отношений с Западной Германией и, конечно же, поимка и казнь в Дамаске израильского разведчика Эли Коэна — все эти события очень серьёзно обсуждались в кнессете.
К концу периода действия кнессета 5-го созыва произошли ряд изменений на политической карте Израиля. Дело Лавона, которое из-за позиции Бен-Гуриона не сходило с повестки дня, привело к отставке восьми членов МАПАЙ во главе с Бен-Гурионом, которые организовали Израильскую Партию Трудящихся (РАФИ). Коммунистическая партия Израиля (МАКИ) разделилась из-за поддержки её арабскими членами антиизраильской политики Гамаля Абдель Насера. Меир Вильнер и его арабские сторонники создали Новую коммунистическую партию РАКАХ (Новый коммунистический список). Эта партия полностью поддерживала антиизраильскую политику КПСС и советского руководства. Движение Херут и более половины Либеральной Партии Израиля организовали единый политический блок — ГАХАЛ, позже превратившийся во фракцию. Ближе к выборам в Кнессет 6-го созыва МАПАЙ, утратившая былую силу благодаря отставке РАФИ, вступила в блок с Ахдут ха-Авода.

## Наиболее важные законы, принятые Кнессетом 5-го созыва
- Закон о запрете на разведение свиней, 1962 г.
- Закон о государственной службе (дисциплина), 1963 г.
- Закон о Дне Памяти погибших в войнах Израиля, 1963 г.
- Основной закон о президенте страны, 1964 г.
- Закон о равной заработной плате для женщин и мужчин, 1964 г.
- Закон о департаменте радиовещания, 1965 г.
- Закон о планировании и строительстве, 1965 г.
- Закон о местной власти (выборы), 1965 г.
- Закон о переписи населения, 1965 г.